# Стрёмбергссон, Мартин
Мартин Стрёмбергссон (швед. Martin Strömbergsson; род. 1 апреля 1977, Евле) — шведский футбольный арбитр. В настоящее время Стрёмбергссон представляет город Евле. 
Мартин Стрёмбергссон начал свою карьеру профессионального футбольного арбитра в 1997 году. С 2009 года обслуживает матчи чемпионата Швеции по футболу. С 2011 года является международным арбитром ФИФА.

Брат Мартина, Маркус Стрёмбергссон, также является футбольным арбитром.